# ساتل الحمض النووي

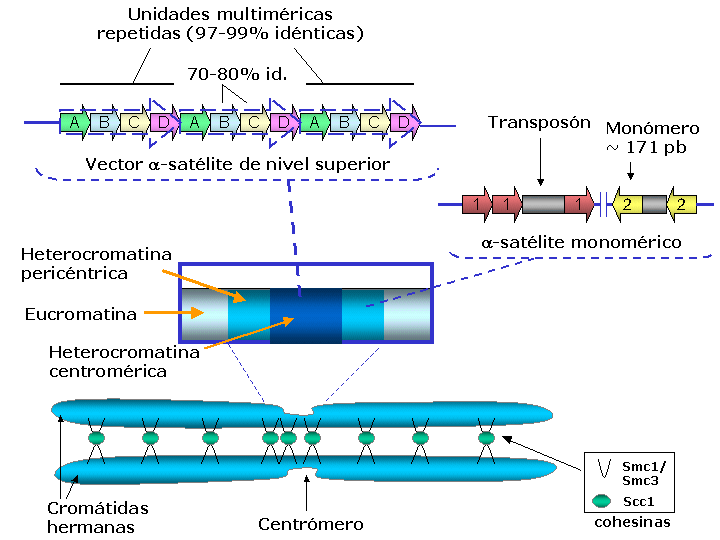
مخطط يوضح تنظيم سواتل الحمض النووي في السنترومرات المركزية البشرية

يتكون الحمض النووي الساتلي أو '''ساتل الدنا '''من مصفوفات طويلة جدًا من الحمض النووي المتكرر ترادفيا وغير المشفر . ساتل الحمض النووي هو المكون الرئيسي للسينتروميرات الوظيفية، ويشكل المكون الهيكلي الرئيسي للهيتروكروماتين . 
يشير اسم "ساتل الحمض النووي " إلى ظاهرة أن تكرار تسلسل الحمض النووي القصير يؤدي إلى إنتاج ترددات مختلفة لقواعد الأدينين والسيتوزين والجوانين والثايمين ، وبالتالي يكون لها كثافة مختلفة عن كتلة الحمض النووي بحيث تشكل شرائط ساتلية ثانية أو نطاقات "ساتلات" عندما يتم فصل الحمض النووي الجينومي على طول تدرج كثافة كلوريد السيزيوم باستخدام الطرد المركزي ذو الكثافة الواضحة .  تعرض التسلسلات التي تحتوي على نسبة كبيرة من A+T كثافة أقل ، بينما تعرض تلك التي تحتوي على نسبة كبيرة من G+C كثافة أعلى من الجزء الأكبر من الحمض النووي الجينومي. بعض التسلسلات المتكررة هي ~50% G+C/A+T وبالتالي لها كثافات طافية مثل DNA الجينومي السائب. تُسمى هذه الساتلات "الساتلات المشفرة" لأنها تشكل شريطًا مخفيًا داخل النطاق الرئيسي للحمض النووي الجينومي. "إيزوبيكنيك " هو مصطلح آخر يستخدم للإشارة إلى الساتلات المشفرة. 

## عائلات ساتلات الدنا في البشر
يشكل ساتل الحمض النووي جنبًا إلى جنب مع الميني ساتليت والميكروساتليت ، التكرارات الترادفية في الدنا.  يختلف حجم مصفوفات ساتلات الحمض النووي بشكل كبير بين الأفراد. 
تسمى عائلات ساتلات الحمض النووي الرئيسية في البشر:
| عائلة ساتلات الدنا     | حجم وحدة التكرار (bp) | الموقع في الكروموسومات البشرية                                     |
| ---------------------- | --------------------- | ------------------------------------------------------------------ |
| α (الحمض النووي الألف) | 170                   | جميع الكروموسومات                                                  |
| β                      | 68                    | السنتروميرات في الكروموسومات 1 و9 و13 و14 و15 و21 و22 وY           |
| الساتل 1               | 25-48                 | السنتروميرات ومناطق أخرى في الكروماتين المتغاير لمعظم الكروموسومات |
| الساتل 2               | 5                     | معظم الكروموسومات                                                  |
| الساتل 3               | 5                     | معظم الكروموسومات                                                  |

## الطول
يمكن أن يتراوح طول النمط المتكرر بين زوج أساسي واحد (تكرار أحادي النوكليوتيد) إلى عدة آلاف من أزواج القواعد،  ويمكن أن يصل الحجم الإجمالي لجزء من الـ DNA إلى عدة ملايين القواعد دون انقطاع. تم وصف وحدات التكرار الطويلة التي تحتوي على مجالات من المقاطع المتكررة القصيرة وأحادية النوكليوتيدات (1-5 bp زوج قاعدي )، مرتبة في مجموعات من الميكروساتلات الدقيقة، حيث تتجمع الاختلافات بين النسخ الفردية على وحدات التكرارات الطويلة .  معظم ساتلات الحمض النووي تقع في التيلوميرات أو في المنطقة المركزية للكروموسوم. يتم حفظ تسلسل النيوكليوتيدات في التكرارات بشكل جيد عبر الأنواع. ومع ذلك فإن الاختلافات في طول التكرار هو أمر شائع.
أظهرت الدراسات المستندة إلى التسلسل منخفض الدقة تباينًا في أطوال مصفوفات الساتلات الخاصة بالبشر وكذلك في تواتر بعض التسلسلات والاختلافات الهيكلية (بين 11-13، و 29). ومع ذلك، نظرًا لعدم وجود تجميعات سنترومير كاملة، ظل الفهم الأساسي لتنوع مجموعة الساتلات وتطورها ضعيفًا.  على سبيل المثال، الحمض النووي للميني ساتليت عبارة عن منطقة قصيرة (بين1-5 ألف زوج قاعدي ) من العناصر المتكررة بطول أطول من 9 نيوكليوتيدات. في حين أن السواتل الصغيرة (ميكروساتليت) في تسلسل الحمض النووي تعتبر بطول 1-8 نيوكليوتيدات.  الفرق في عدد التكرارات الموجودة في المنطقة (طول المنطقة) هو الأساس لتنميط الحمض النووي .[بحاجة لمصدر]

## الأصل
يُعتقد أن الميكروساتليت قد نشأت عن انزلاق البوليميراز أثناء تكرار الحمض النووي. يأتي هذا من ملاحظة أن أليلات الميكروساتليت عادة ما تكون متعددة الأشكال؛ على وجه التحديد، فروق الطول التي لوحظت بين أليلات الساتلات الصغيرة هي بشكل عام عبارة عن مضاعفات لطول وحدة التكرار. 

## البنية
يتشكل ساتل الدنا في هياكل ثلاثية الأبعاد عالية الترتيب في الحمض النووي الساتلي المعقد الذي يحدث بشكل طبيعي في السلطعون الأرضي ، الذي يحتوي جينومه على 3% من نطاق ساتل غني بـمحتوى GC والذي يتكون من "وحدة تكرار" تبلغ نحو 2100 زوج قاعدي ، كوّن تسلسل يسمى RU.   يترتب RU في مصفوفات ترادفية طويلة فيما يقرب من 16000 نسخة لكل جينوم. تم استنساخ العديد من تسلسلات RU وتسلسلها للكشف عن المناطق المحفوظة من تسلسلات الحمض النووي المعتادة على امتدادات أطول من 550 زوج قاعدي ، تتخللها خمسة "مجالات متباينة" داخل كل نسخة من RU.
تتألف أربعة مجالات متباينة من تكرارات ميكروساتل ، مشكّلة في التركيب الأساسي، مع بورينات على أحد الخيوط وبيريميدينات على الجانب الآخر. يحتوي بعضها على تكرارات أحادية النوكليوتيد لأزواج قاعدية C: G يبلغ طولها حوالي 20 زوج قاعدي . تراوحت نطاقات تلك الميكروساتليت المتشكلة في الطول من حوالي 20 زوج قاعدي إلى أكثر من 250 زوج قاعدي . كانت التسلسلات المتكررة الأكثر انتشارًا في مناطق الساتلات المدمجة هي CT:AG، وCCT:AGG، وCCCT:AGGG، وCGCAC:GTGCG    وقد تبين أن هذه التسلسلات المتكررة تحوي هياكل معدلة بما في ذلك الحمض النووي الثلاثي الجديلة. وZ-DNA والحلقة الجذعية وغيرها من المطابقات ذات ضغط فوق حلزوني .   
بين تكرارات الميكروساتل الخطية وتكرارات فردية النيوكلوتيد C:G تستعيد جميع االتسلسلات المختلفة زوجا قاعديا واحدا أو اثنين من الأزواج
القاعدية مع A (بورين) مغايرا فرع التسلسل الغني بالبيريميدين و T (بيرميدين) مغاير لفرع التسلسل الغني بالبورين . تشكل هذه الانقطاعات في التحيز التركيبي تطابقات مشوهة للغاية كما يتضح من استجابتها لإنزيمات النيوكلياز الهيكلية بما في ذلك نوكلياز S1 وP1 و مونغ بين نيوكلياز.
يتضمن مجال الميكروساتل الأكثر تعقيدًا والمتحيز من الناحية التركيبية في RU التسلسل TTAA:TTAA بالإضافة إلى تكرار مرآتي. وقد أنتجت أقوى إشارة استجابة للنوكليازات مقارنة بجميع الهياكل الأخرى المتغيرة في المشاهدات التجريبية. تم استنساخ هذا المجال المتباعد المتحيز بشكل خاص وتمت دراسة بنيته الحلزونية المتغيرة بمزيد من التفصيل. 
تميز المجال المتباين الخامس في تسلسل RU باختلافات في نموذج تسلسل الدنا المتماثل من البورينات والبيريميدين المتناوبة التي أظهرت أنها تتبنى بنية Z-DNA اليسارية أو بنية حلقة جذعية ذات ضغط فوق حلزوني. تم اختصار Z-DNA المتماثل المحفوظ Z4 Z5 NZ15 NZ5 Z4 ، حيث يمثل Z تسلسلات البورين / بيريميدين المتناوبة. تمركز هيكل الحلقة الجذعية في عنصر Z15 في التسلسل المتناوب المحفوظ للغاية CGCACGTGCG:CGCACGTGCG وكان محاطًا بتسلسلات Z-DNA المتناوبة الممتدة على منطقة 35 زوج قاعدي . أظهرت العديد من متغيرات RU عمليات حذف لا تقل عن 10 زوج قاعدي خارج العنصر الهيكلي Z4 Z5 NZ15 NZ5 Z 4 ، بينما كان لدى البعض الآخر تسلسلات Z-DNA إضافية لإطالة مجال البورين والبيريميدين المتناوب إلى أكثر من 50 زوج قاعدي. 
تم عرض تسلسل RU ممتد (EXT) يحتوي على ست نسخ ترادفية من نموذج تسلسل مضخم (AMPL) بــ 142 زوج قاعدي تم إدراجه في منطقة تحدها تكرارات معكوسة حيث تحتوي معظم النسخ على عنصر تسلسل AMPL واحد فقط. لم تكن هناك هياكل متغيرة حساسة للنوكلياز أو اختلاف كبير في تسلسل AMPL التقليدي . ونشأ تسلسل RU المقطوع (TRU)، وهو أقصر بمقدار 327 زوج قاعدي
من معظم المستنسخات ، نشأ من تغيير نيوكليوتيد منفرد واحد يؤدي إلى موقع تقييد EcoRI ثانٍ في TRU. 
وقد تبين أن سلطعونًا آخر، وهو السلطعون الناسك باجاروس بوليكاريس ، لديه عائلة من الساتلات الغنية بـ AT مع هياكل متكررة مقلوبة تشكل 30٪ من الجينوم بأكمله. ساتليت آخر غامض من نفس السلطعون بالتسلسل CCTA:TAGG   [Skinner DM Beattie WG Blattner FF Stark BP Dahlberg JE Biochemistry. 1974؛ 13: 3930-3937] تم اكتشافه مدرجًا في بعض المتناظرات. 

## أنظر أيضا
- الطرد المركزي ذو الكثافة الواضحة
- مخطط الحمض النووي
- لف الدنا الفائق
- هيكل كروموسوم حقيقي النواة
- التعبير الجيني
- تفاعل البلمرة المتسلسل
- تنغيز بيريدز ، العالم الذي اكتشف الحمض النووي في النباتات

## للقراءة المتعمقة
- Beridze, Thengiz (1986). Satellite DNA. Springer-Verlag. ISBN:978-0-387-15876-1.
- Hoy, Marjorie A. (2003). Insect molecular genetics: an introduction to principles and applications. Academic Press. ص. 53. ISBN:978-0-12-357031-4.

## روابط خارجية
- Satellite+DNA في المكتبة الوطنية الأمريكية للطب نظام فهرسة المواضيع الطبية (MeSH).